# IOS 11
iOS 11 là phiên bản thứ 11 của iOS, nối tiếp thế hệ iOS 10 được Apple Inc. thiết kế và phát triển. Nó đã được công bố với phiên bản beta đầu tiên được phát hành cho các nhà phát triển tại Hội nghị Phát triển Toàn cầu của công ty vào ngày 5 tháng 6 năm 2017 với một bản beta công khai vào cuối tháng 6 và một phiên bản ổn định cho người tiêu dùng đã được phát hành ở hầu hết các nước vào ngày 19 tháng 9 năm 2017. Một số quốc gia có bản cập nhật vào ngày hôm sau, 20 tháng 9 năm 2017.
Các thay đổi của iOS 11: Màn hình khóa và Trung tâm Thông báo được kết hợp, cho phép tất cả các thông báo được hiển thị trực tiếp trên màn hình khóa. Các trang khác nhau của Trung tâm Kiểm soát được thống nhất, đạt được các cài đặt tùy chỉnh và cho phép tùy chọn biểu tượng 3D Touch. App Store được đại tu về mặt giao diện để tập trung vào nội dung biên tập và các ứng dụng nổi bật hàng ngày. Ứng dụng quản lý Files cho phép truy cập trực tiếp vào các tệp được lưu trữ cục bộ và trong các dịch vụ đám mây. Siri đã có thể thay đổi giữa các ngôn ngữ và sử dụng kỹ thuật "học ngay trên thiết bị" để hiểu rõ hơn về sở thích của người dùng và đưa các đề xuất. Máy ảnh có cài đặt mới cho ảnh được cải tiến ở chế độ chân dung và sẽ sử dụng công nghệ mã hóa mới để giảm kích thước ảnh. Tin nhắn được tích hợp với iCloud để đồng bộ hóa tin nhắn tốt hơn trên các thiết bị iOS và macOS; một phiên bản phát hành sau này sẽ hỗ trợ các khoản thanh toán của Apple Pay giữa các cá nhân. Hệ điều hành cũng giới thiệu khả năng ghi lại màn hình, chức năng kéo và thả, và hỗ trợ cho thực tế tăng cường(AR).
Một số tính năng mới sẽ chỉ xuất hiện trên iPad, bao gồm cả một dãy ứng dụng luôn luôn có thể truy cập, kéo và thả, và một giao diện mới để hiển thị nhiều ứng dụng cùng một lúc.

## Những thay đổi của iOS 11

### Thay đổi về giao diện

#### Phím bấm số
Trong màn hình nhập mật khẩu và màn hình điện thoại, Apple đã cho thay đổi các phím bấm, làm cho chúng đậm hơn

#### Trung tâm kiểm soát (Control Center)
Một cái dễ nhận dạng trên iOS 11 nhất chính là thanh Trung tâm tâm kiểm soát này, Apple đã làm lại giao diện thanh Trung tâm kiểm soát và bổ sung những tiện ích mới. Riêng trên thanh cho phép người dùng 3D touch hoặc có thể nhấn lâu với các thiết bị không có 3D touch để có thêm tùy chọn với mục đó.

#### Siri
Trợ lý ảo Siri trên iOS 11 cũng đã được Apple thiết kế lại với một giao diện mới và Siri thông minh hơn. Ngoài ra người có thể nhập điều mình muốn nói vào Siri.

#### App Store
Appstore cũng đã được làm lại với một giao diện đẹp hơn. Trên giao diện mới, chúng ta có thể xem những ứng dụng thịnh hành theo một bố cục mới.

#### Chế độ ban đêm thông minh (Smart Invert)
Chế độ ban đêm là đảo ngược màu sắc trên màn hình, ngoại trừ hình ảnh, một số ứng dụng và một số phần tử giao diện người dùng.

#### Thay đổi khác
- Thay đổi biểu tượng sóng, biểu tượng pin trên màn hình.
- Thanh thông báo được làm lại với giao diện của màn hình khóa.
- Thay đổi và thêm chức năng khởi động vào màn hình tắt nguồn.
- Thay đổi các biểu tượng ứng dụng của Apple.
- Thêm ứng dụng mới là Tệp giúp quản lý các tài liệu.
- Thay đổi một chút về giao diện đa nhiệm trên iPhone, thay đổi lớn giao diên đa nhiệm trên iPad.
- Chạy đa nhiệm 2 ứng dụng trên iPad.

### Các tính năng mới
- Quay màn hình trực tiếp, không cần ứng dụng bên thứ ba.
- Chế độ gõ bằng một tay, áp dụng cho những máy có màn hình 5,5 inch chạy iOS 11.
- Tự động vào Wi-Fi không cần mật khẩu (Khi đặt hai máy chạy iOS 11 gần nhau, máy đã kết nối Wi-Fi sẽ giúp máy còn lại kết nối vào cùng mạng).
- Bật tắt nhanh chế độ Nguồn điện thấp (Low Power Mode) và dữ liệu di động trong trung tâm điều khiển (Control Center).
- Tùy chỉnh cường độ ánh sáng của đèn flash.
- Chức năng tự động gỡ bỏ ứng dụng, giải phóng bộ nhớ.
- Một số tính năng thú vị trên iMessage.

## Các thiết bị tương thích
iOS 11 không hỗ trợ cho các thiết bị có bộ xử lý 32-bit: cụ thể là iPhone 5, iPhone 5C, và iPad thế hệ thứ tư. Đây là phiên bản iOS đầu tiên chỉ chạy trên các thiết bị iOS với bộ vi xử lý 64-bit
| - iPhone 5S - iPhone 6 - iPhone 6 Plus - iPhone 6S - iPhone 6S Plus - iPhone SE (thế hệ thứ nhất) - iPhone 7 - iPhone 7 Plus - iPhone 8 - iPhone 8 Plus - iPhone X | - iPod Touch (thế hệ 6) | - iPad Air - iPad Air 2 - iPad (2017) - iPad (2018) - iPad Mini 2 - iPad Mini 3 - iPad Mini 4 - iPad Pro (12.9-inch) - iPad Pro (9.7-inch) - iPad Pro (10.5-inch) |